# Гай Валерий Потит Флакк
Гай Валерий Потит Флакк или Гай Валерий Потит (лат. Gaius Valerius Potitus Flaccus; IV век до н. э.) — римский политический деятель из патрицианского рода Валериев, консул 331 года до н. э.
Гай Валерий был сыном Гая Валерия Потита, военного трибуна с консульской властью 370 года до н. э. В 331 году до н. э. он стал консулом вместе с Марком Клавдием Марцеллом. По данным Тита Ливия, в тот год многие видные римские граждане умерли от неизвестной болезни; благодаря информации, полученной от одной рабыни, выяснилось, что эти люди были отравлены собственными жёнами.